# Клероа
Клероа (фр. Clairoix) насеље је и општина у североисточној Француској у региону Пикардија, у департману Оаза која припада префектури Компјењ.
По подацима из 2011. године у општини је живело 2114 становника, а густина насељености је износила 449,79 становника/km². Општина се простире на површини од 4,7 km². Налази се на средњој надморској висини од 38 метара (максималној 141 m, а минималној 31 m).

## Демографија
| 1962. | 1968. | 1975. | 1982. | 1990. | 1999. | 2011. |
| ----- | ----- | ----- | ----- | ----- | ----- | ----- |
| 1.357 | 1.714 | 1.798 | 1.580 | 1.614 | 1.952 | 2.114 |

График промене броја становника у току последњих година